# 棧橋

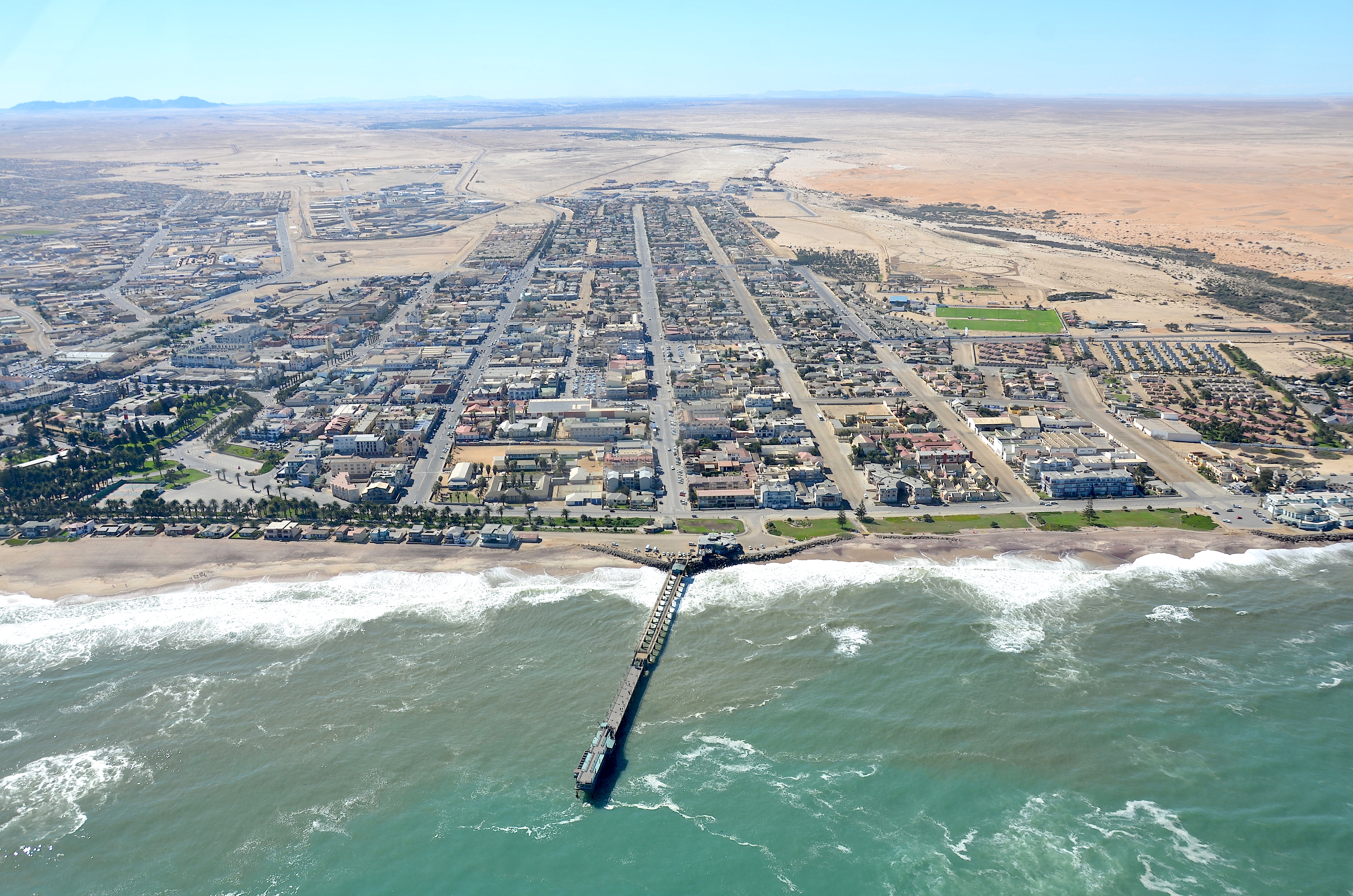
纳米比亚斯瓦科普蒙德一個棧橋

棧橋是一种从陆地延伸到水中的结构，也可以看作是陸地伸入水体的一個走道。棧橋可以用作碼頭和防波堤，供船隻停靠。棧橋也需要有足夠的寬度，以便於安置裝卸設備。 